# Cirrhilabrus wakanda
Cirrhilabrus wakanda — вид окунеподібних риб родини губаневих (Labridae). Описаний у 2019 році.

## Назва
Вид названо на честь Ваканди — вигаданої африканської держави з кіновсесвіту Marvel.

## Поширення
Вид поширений неподалік узбережжя Занзібару. Живе серед коралових рифів на глибині 60-80 м.

## Опис
Тіло завдовжки до 7 см. Тіло фіолетово-синього забарвлення. У самців голова жовтого кольору.